# コーネル・ヒュー・オドネル・アレグザンダー
コーネル・ヒュー・オドネル・アレグザンダー （英: Conel Hugh O'Donel Alexander, CMG, CBE; 1909年4月19日 - 1974年2月15日）は、アイルランド生まれのイギリスの暗号解読者、チェス選手およびチェス本の著者。第二次世界大戦中にブレッチリー・パークでドイツのエニグマを解読する任務に従事し、その後も政府通信本部の暗号解読部門を20年以上も率いた。チェスにおいては二度全英チェス・チャンピオンとなり、インターナショナルマスターのタイトルを勝ち取った。刊行物においてはたいていC.H.O'D. Alexanderと表記されるが個人的にはヒュー（Hugh）と呼ばれた。

## 若年期および学歴
ヒュー・アレグザンダーは1909年にアングロ・アイリッシュの家庭の長男としてアイルランドのコークに生まれた。父はユニバーシティ・カレッジ・コークの工学教授のコーネル・ウィリアム・ロング・アレグザンダー、母はヒルダ・バーバラ・ベネット。 彼の父は1920年（アイルランド独立戦争中）に死去し、家族はグレートブリテンのバーミンガムに引っ越し、そこでキング・エドワード・スクールに進学した。彼は奨学金を得て1928年からキングス・カレッジで数学を学び、1931年に首席で卒業した。彼はケンブリッジ大学のチェスの代表選手だった。
1932年からウィンチェスターで数学を教え、1934年12月22日にイーニッド・コンスタンス・クライトン・ニート（1900-1982）と結婚した。 長男のサー・マイケル・オドネル・ビャーネ・アレグザンダー (1936-2002)は外交官。他の子に、詩人で1960年にオーストラリアに移住したパトリック・マギリカディー・アレグザンダー (1940年3月20日 - 2005年9月21日）がいる。1938年にヒュー・アレグザンダーは教職を辞し、ジョン・ルイス・パートナーシップの研究職のリーダーとなった。

## ブレッチリー・パークと政府通信本部
1940年2月にアレグザンダーは第二次世界大戦中のイギリスの暗号解読の中心地であるブレッチリー・パークに赴任した。彼はドイツの陸軍および空軍の用いるエニグマの通信を解読する部門であるHut 6に入った。1941年にHut 8に移籍し、海軍のエニグマの解読に従事した。彼はアラン・チューリングのもとでHut 8の副主任となった。アレグザンダーはチューリングよりもhutの日々の作業により関わっており、チューリングがアメリカを訪問している間の1942年11月ころにHut 8の主任となった。ほかの同僚にはスチュアート・ミルナー・バリー、ゴードン・ウェルチマン、ハリー・ゴロンベックがいる。1944年10月には日本のJN-25暗号の仕事に移籍した。
1946年中頃、アレグザンダーは（外務・英連邦省下の）政府通信本部に入った。ここは戦後になってブレッチリー・パークの政府暗号学校の後を継いだ組織である。1949年までに彼は「セクションH」(暗号解読)の主任に昇格し、1971年に引退するまでその職にいた。
MI5のピーター・ライトが1987年のベストセラー『スパイキャッチャー』（Spycatcher: The candid Autobiography of a Senior Intelligence Officer）で書いたところによると、アレグザンダーはMI5が遂行中のベノナ計画など2つの組織のあいだの重要な協調作業に力を貸し、そのために両組織の間にあった障壁がなくなったという。アレグザンダーは「この部局ではどんな助けも大歓迎だ」とライトに語り、以降そのとおりになった。ライトはアレグザンダーのプロフェッショナリズムも賞賛しており、また、暗号解読という仕事とチェスという趣味に必要な極度の頭脳への負荷が、健康的なライフスタイルにもかかわらず64歳で早死にした原因ではないかとも述べている。

## チェス戦歴
彼はケンブリッジ大学の代表として1929年、1930年、1931年、1932年の代表チームの選手であった（彼はキングス・カレッジに在籍していた）。1938年と1956年の二度にわたりイギリスのチェスチャンピオンの勝者となった。彼は1933年、1935年、1937年、1939年、1954年、1958年の6回にわたってチェス・オリンピアードのイギリス代表だった。1939年、アルゼンチンのブエノス・アイレスで開かれたオリンピアードでは第二次世界大戦の開戦を理由にほかのイギリス代表団とともに途中で帰国することになったが、これは母国にて暗号解読の任務があったためである。彼はまた1964年から1970年までイギリスチームの専任キャプテンを務めた。彼は1950年にインターナショナルマスターを授与され、1970年には通信チェスのインターナショナルマスターを授与された。彼は1946/47年のヘイスティングズ国際チェス大会でも7½/9のスコアで優勝、2位のサベリ・タルタコワに1ポイントの差をつけた。彼の最高のトーナメント結果は1953/54年ヘイスティングズ大会における（デビッド・ブロンスタインとの）同率優勝かもしれない。この大会では1局も敗れることなく、ソビエトのグランドマスターであるデビッド・ブロンスタインとアレクサンドル・トルシュを破った。アレグザンダーは、暗号に関する秘密任務のために東側諸国でチェスをプレーすることが禁止されており、海外の大会に出場する機会は限られていた。彼はまた1960年代と1970年代にはサンデー・タイムズでチェスのコラムを書いていた。
知識のあるチェス愛好家の多くは、アレグザンダーはそのままチェスの能力を高めていくことができたならグランドマスターになれるだけの素質があると考えている。多くのトッププレイヤーたちのピークは20代後半から30代前半であるが、アレグザンダーの場合はこの期間は第二次世界大戦と重なり、高度な競技の機会がなかった。その後は暗号解読家としての専門的な地位のためにトップクラスの競技への参加は限られていた。彼は1946年にソビエト連邦とのラジオチーム戦の一戦でミハイル・ボトヴィニクを破ったが、この時点でボトヴィニクはおそらく世界最強のプレイヤーだった。アレグザンダーはダッチ・ディフェンスとペトロフ・ディフェンスの定跡に重要な貢献を果たした。

## 大衆文化におけるアレグザンダー
アレグザンダーは2014年の映画『イミテーション・ゲーム』においてマシュー・グードが演じる脇役として登場した。

## 著書
- C. H. O'D. Alexander (1972). Fischer v. Spassky. Vintage. ISBN 0-394-71830-5.
- C. H. O'D. Alexander (1972). Fischer v. Spassky - Reykjavik 1972. Penguin. ISBN 0-14-003573-7.
- C. H. O'D. Alexander (1973). The Penguin Book of Chess Positions. Penguin. ISBN 978-0-14-046199-2.
- C. H. O'D. Alexander, Derek Birdsall (Editor) (1973). A Book of Chess. Hutchinson. ISBN 978-0-09-117480-4.
- C. H. O'D. Alexander (1974). Alexander on Chess. Pittman. ISBN 978-0-273-00315-1.
- Learn Chess: A New Way For All. Volume One: First Principles by C.H. O’D. Alexander and T. J. Beach. (RNIB, 1963). In One Volume.
- Learn Chess: A New Way For All. Volume Two: Winning Methods by C.H. O’D. Alexander and T. J. Beach. (RNIB, 1973). In One Volume.
- Alekhine's Best Games of Chess : 1938 - 1945 by Alexander, Conel Hugh O'Donel  London: G. Bell and Sons, 1966 ISBN 4-87187-827-9
- Learn chess : a new way for all by Alexander, C. H. O'D. (Conel Hugh O'Donel) Oxford : Pergamon Press, 1963-
- A Book of Chess ISBN 978-0-06-010048-3, Harper & Row